# Nueil-sur-Layon

Nueil-sur-Layon este o comună în departamentul Maine-et-Loire, Franța. În 2009 avea o populație de 1,332 de locuitori.